# Russell Alan Hulse
Russell Alan Hulse, ameriški fizik, * 28. november 1950, New York, New York, ZDA.

## Življenje in delo
Hulse je končal Znanstveno srednjo šolo v Bronxu in zasebni kolidž Cooper Union. Študij je nadaljeval na Univerzi Princeton, kjer je doktoriral leta 1975 iz fizike.
Na Univerzi Princeton je sodeloval z mentorjem Josephom Hootonom Taylorjem mlajšim pri pregledovanju pulzarjev na velikih razdaljah s pomočjo Observatorija Arecibo v Portoriku. Njuno delo je vodilo do odkritja prvega dvojnega pulzarja.
Hulse in Taylor sta leta 1974 odkrila dvojni pulzar PSR 1913+16. Ta dvojni sistem sestavljata pulzar in temna zvezda. Nevtronska zvezda pri vrtenju oddaja izredno enakomerne in stalne sunke radijskih valov. Hulse, Taylor in sodelavci so s pomočjo tega dvojnega pulzarja lahko z veliko točnostjo preskusili splošno teorijo relativnosti in pri tem dokazali obstoj gravitacijskih valov. To žarkovno energijo približno opiše »enačba kvadrupolarnega sevanja«, ki jo je zapisal Albert Einstein leta 1918.
Leta 1979 so objavili rezultate meritev, ki so kazale na majhno razliko v pulzarjevi tirnici. To je bil neposredni dokaz, da v tem sistemu masivni telesi oddajata gravitacijske valove.
Po doktoratu je Hulse deloval na Narodnem radijskem astronomskem abservatoriju (NRAO) v Green Banku v Zahodni Virginiji. Vrnil se je na Princeton, kjer je dolgo let raziskoval v Laboratoriju za fiziko plazme (PPPL). Medtem je tudi poučeval. Leta 2003 je bil gostujoči profesor fizike in matematike na Univerzi Teksasa v Dallasu.
Leta 1993 je Hulse skupaj s Taylorjem prejel Nobelovo nagrado za fiziko. To je bilo prvič, da so nagrado podelili s področja splošne teorije relativnosti.